# Roland Hoffmann (Übersetzer)
Roland Hoffmann (* 1962) ist ein deutscher Übersetzer, Dolmetscher und Verleger.

## Leben
Roland Hoffmann absolvierte ein Studium der Fächer Skandinavistik und Germanistik, das er 1990 beendete. Anschließend war er in einem Verlag für technische Fachliteratur tätig, und von 1992 wirkte er als
Presse- und Kulturreferent am Dänischen Generalkonsulat in München. Seit 1997 arbeitet er als freier Übersetzer und Dolmetscher, u. a. für das Landgericht München; daneben betreibt er den "Litteraturverlag Hoffmann". Roland Hoffmann übersetzt Belletristik und Sachbücher aus dem Dänischen, Norwegischen und Schwedischen ins Deutsche. Er ist Mitglied im Verband deutschsprachiger Übersetzer literarischer und wissenschaftlicher Werke und lebt in München.

## Werke
- Dänisch  für Globetrotter, Bielefeld 1989

## Übersetzungen
- Arne Jacobsen – absolut modern, Ostfildern-Ruit 2003
- Gorm Bjerre: Sicherheit in LANs, München [u. a.] 1996
- Bengt Björnekärr: Installation von Datennetzen, München [u. a.] 1997
- Jan E. Bohman: Lokale Datennetze, München [u. a.] 1995
- Ole Bornemann: Brigade der sauberen Hände, Dortmund 2004
- Ole Bornemann: Es lebe der Präsident!, Dortmund 2003
- Stefan Fjeldmark: Hilfe! Ich bin ein Fisch, München 2001
- Merete Pryds Helle: Oh, Romeo, München 2009
- Merete Pryds Helle: Wasserpest, München 2007
- Kossof, Luzern 2004
- Karsten Lund: Der Mond über St. Croix, München 1998
- Martin Mourier: Neue Führungskompetenz, München 2012
- Peter Seeberg: Die Nebenpersonen, München 2008
- Jens Smaerup Sørensen: Brief eines Seelenverkäufers, München 2010
- Morten Søndergaard: Bienen sterben im Schlaf, München 2007
- Morten Søndergaard: Et skridt i den rigtige retning, München 2010
- Carlos Wiggen: Das dunkle Schiff, Frankfurt (Main) 2003
- Anna Grue: "Tod im Trödelladen, 2022